# 謀財陷阱
《謀財陷阱》（英語：Kind Lady）是一部1951年的電影，由約翰·司圖加執導。主演是埃塞爾·巴里摩爾、莫里斯·埃文斯、基南·懷恩和安吉拉·蘭斯伯里。
本片是1935年英文同名電影《人情鬼蜮》的重拍版，原版由艾琳·麦克马洪飾演主角。

## 演員
- 埃塞爾·巴里摩爾 飾演 Mary Herries
- 莫里斯·埃文斯（英语：Maurice Evans (actor)） 飾演 Henry Springer Elcott
- 安吉拉·蘭斯伯里 飾演 Mrs. Edwards
- 基南·懷恩（英语：Keenan Wynn） 飾演 Edwards的男管家
- 貝琪·布萊爾（英语：Betsy Blair） 飾演 Ada Elcott
- 約翰·威廉斯（英语：John Williams (actor)） 飾演 Mr. Foster
- 桃樂絲·洛依德（英语：Doris Lloyd） 飾演 Rose
- Moyna Macgill（英语：Moyna Macgill） 飾演 Mrs. Harkley

## 外部連結
- 互联网电影数据库（IMDb）上《Kind Lady》的资料（英文）
- AllMovie上《Kind Lady》的资料（英文）
- TCM电影资料库上《Kind Lady》的资料（英文）